# Enicospilus

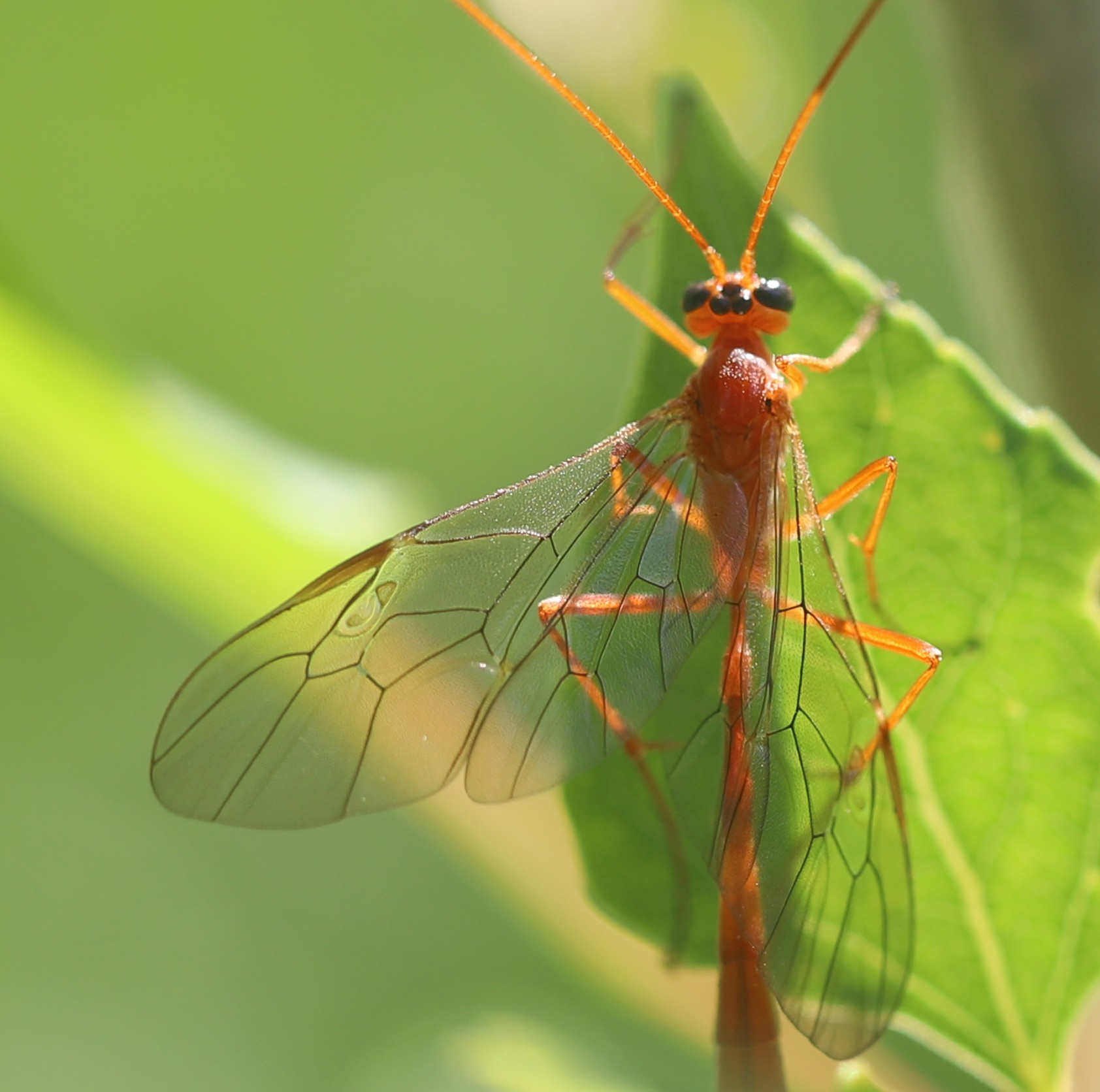
Flügeladerung von Enicospilus cf. myricae

Enicospilus ist eine Schlupfwespengattung in der Unterfamilie Ophioninae. Das Taxon geht auf den englischen Entomologen James Francis Stephens im Jahr 1835 zurück. Der Gattungsname setzt sich aus den altgriechischen Begriffen ἑνικός (enikós) für „einzeln“ und σπῖλος (spilos) für „Fleck“ zusammen.

## Taxonomie
Typusart ist Ophion adustus Haller, 1885. Da der Holotypus von Ophion adustus verschollen war, führten Broad & Shaw (2016) einen Neotypus ein. Es wurden in den letzten Jahren einerseits mehrere Arten synonymisiert, aber auch aufgrund molekularbiologischer Studien bestehende Arten aufgeteilt mit der Folge neu beschriebener Arten. Die Gattung wird in mehrere Artengruppen gegliedert. In Deutschland ist die Gattung Enicospilus mit mindestens 6 Arten vertreten, darunter E. adustus, E. combustus, E. merdarius, E. ramidulus, E. repentinus und E. undulatus.

## Merkmale
Die Mandibeln der Schlupfwespen sind stark verschmälert. Die Gattung Enicospilus weist folgende diagnostische Merkmale bezüglich der Vorderflügel auf. Die Diskosubmarginalzelle reicht über die Flügelader 2m-cu hinaus. Die transparente (im Gegensatz zum Rest des Flügels frei von Borsten) ovale Zone innerhalb der Diskosubmarginalzelle weist je nach Art bis zu drei Sklerit-Einschlüsse auf. In der zweiten subdiskalen Zelle 3Cu befindet sich eine „unechte“ Flügelader, die nahe dem Flügelhinterrand verläuft. Die Flügelader r-rs, die vom Pterostigma abzweigt, ist gewunden. Ein Ramellus (Nervenast) am hinteren Rand der Diskosubmarginalzelle ist nicht vorhanden.

## Lebensweise
Die Schlupfwespen der Gattung Enicospilus sind überwiegend dämmerungs- und nachtaktiv. Es handelt sich um solitäre koinobionte Endoparasitoide relativ großer Schmetterlingsraupen.

## Systematik und Verbreitung
Die artenreiche Gattung umfasst mehr als 700 rezente beschriebene Arten. Die Gattung besitzt eine kosmopolitische Verbreitung mit einem Schwerpunkt in den Tropen.
Im Folgenden eine Auswahl von Arten.
- Enicospilus abdominalis (Szepligeti, 1906)
- Enicospilus adustus (Haller, 1885)
- Enicospilus aktites Gauld, 1988
- Enicospilus americanus (Christ, 1791)
- Enicospilus appendiculatus Felt, 1902
- Enicospilus arcuatus Felt, 1902
- Enicospilus bifoveolatus Brulle, 1846
- Enicospilus cederbergi Johansson, 2018
- Enicospilus cerebrator Aubert, 1966
- Enicospilus combustus (Gravenhorst, 1829)
- Enicospilus cressoni Hooker, 1912
- Enicospilus cubensis (Norton, 1863)
- Enicospilus cushmani Gauld, 1988
- Enicospilus doylei Gauld, 1988
- Enicospilus fernaldi Hooker, 1912
- Enicospilus flavostigma Hooker, 1912
- Enicospilus glabratus (Say, 1836)
- Enicospilus guatemalensis (Cameron, 1886)
- Enicospilus inflexus (Ratzeburg, 1844)
- Enicospilus intermedius Johansson, 2018
- Enicospilus lebophagus Gauld, 1988
- Enicospilus merdarius (Gravenhorst, 1829)
- Enicospilus myricae Broad & Shaw, 2016,
- Enicospilus neotropicus Hooker, 1912
- Enicospilus opleri Gauld, 1988
- Enicospilus orosii Gauld, 1988
- Enicospilus peigleri Gauld, 1988
- Enicospilus purgatus (Say, 1835)
- Enicospilus ramidulus (Linnaeus, 1758)
- Enicospilus repentinus (Holmgren, 1860)
- Enicospilus ryrholmi Johansson, 2018
- Enicospilus sarukhani Gauld, 1988
- Enicospilus texanus (Ashmead, 1890)
- Enicospilus trilineatus Fabricius, 1775
- Enicospilus ulfstrandi Gauld, 1988
- Enicospilus undulatus (Gravenhorst, 1829)